# Континентальна Португалія
Континента́льна Португа́лія (порт. Portugal Continental МФА: [puɾtuˈɣal kõtinẽˈtal]) — регіон у Португалії. Європейська статистична територіальна одиниця 1-го рівня (NUTS 1). Код — PT1.  Охоплює регіони нижчого рівня — Північ, Центр, Лісабон, Алентежу, Алгарве. Поділяється на субрегіони: .   Площа — 89 015 км² (96% від площі країни, 100% від площі континентальної Португалії). Населення — 10 144 940 ос. (2011, 96% від загальної кількості мешканців країни); густота населення — 113,97 осіб/км²
.  Розташований на заході Піренейського півострова, на заході Континентальної Європи. Займає 96,6 % португальської території (89 015 км² з 92 145 км²), де мешкає 95,1 % громадян країни (10 144 940 осіб). 

## Регіони NUTS 2
- Північ
- Центр
- Лісабон
- Алентежу
- Алгарве

Термін «Континентальна Португалія» використовується для викоремлення Португалії від її острівних земель — Азорських островів і Мадейри. У побуті португальці часто вживають скорочені форми: «континент» (порт. o Continente) і «острови» (порт. as Ilhas). 